# 池田城 (美濃国)
池田城（いけだじょう）は、岐阜県多治見市月見町にあったと伝えられる日本の城（山城）。明治29年に池田城があったと思われる跡地に池田真徳稲荷神社が移築、その一帯を城跡という。五輪塔が7基、その周辺に土塁・曲輪が散見出来る。城主として池田織部、池田信輝（恒興）などが上がるが史料に乏しく、不確実な要素が多い。
城の坂遺跡と土岐川を挟み、対岸に位置する。

## 所在地
- 岐阜県多治見市月見町2丁目

## アクセス

### 公共交通機関
- JR多治見多治見駅南口から徒歩約23分

## ギャラリー

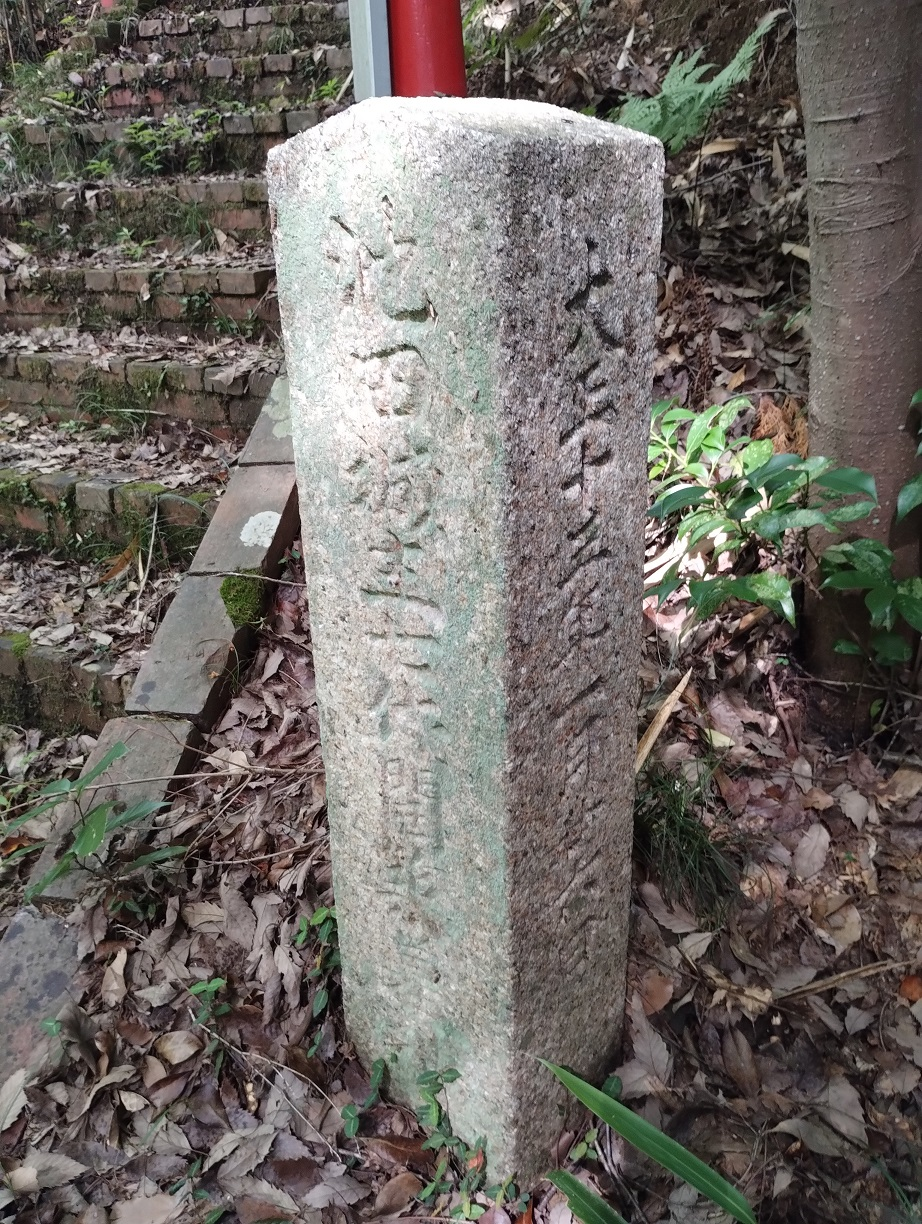
池田城主七代の墓１
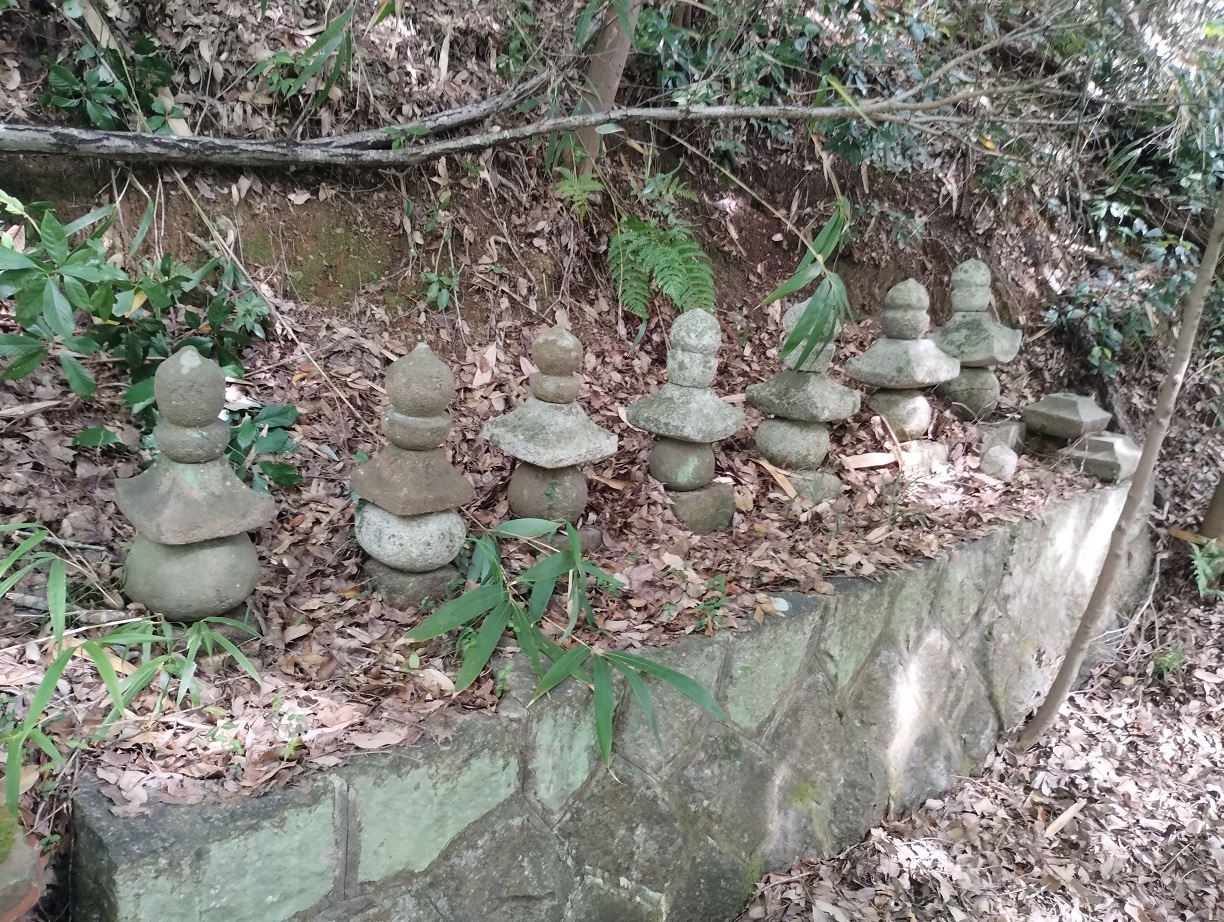
池田城主七代の墓２
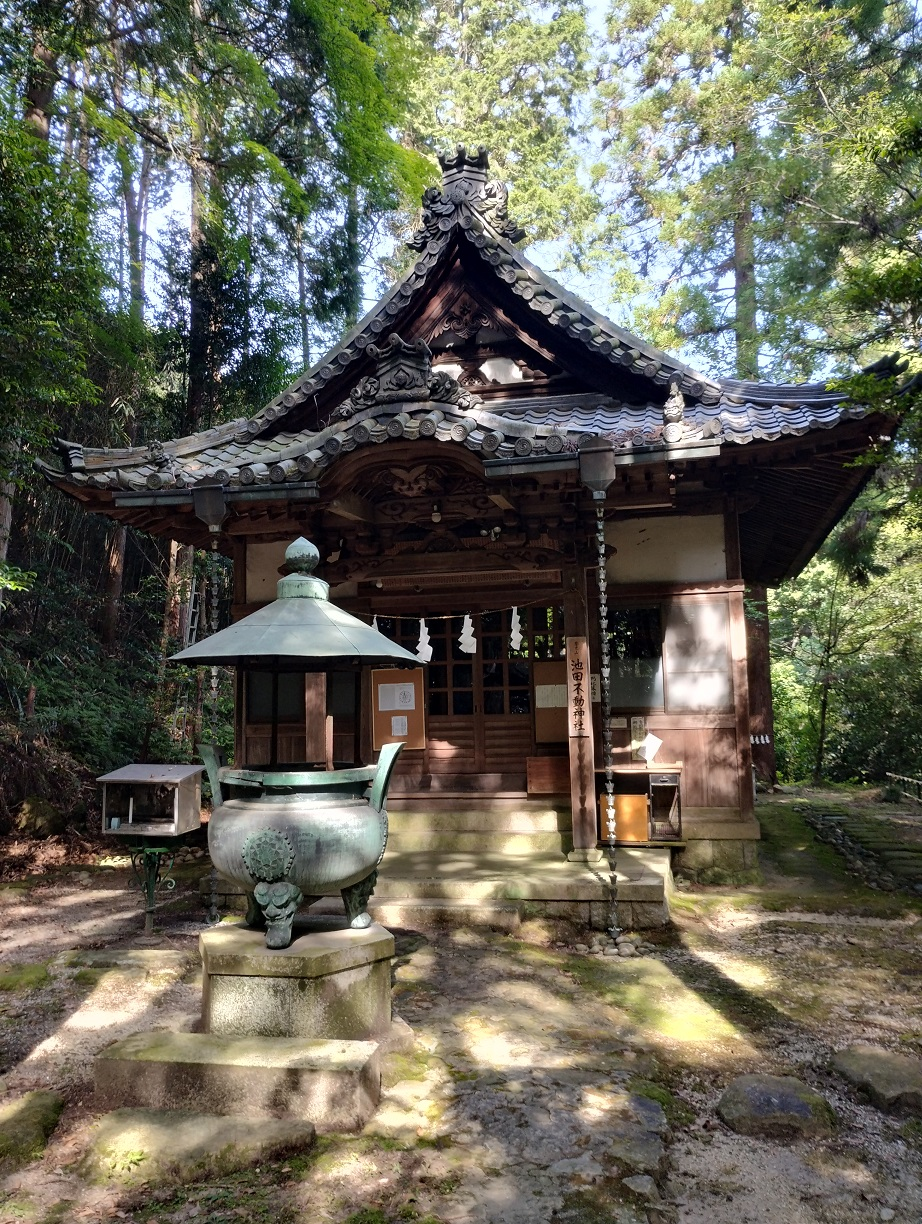
池田不動神社
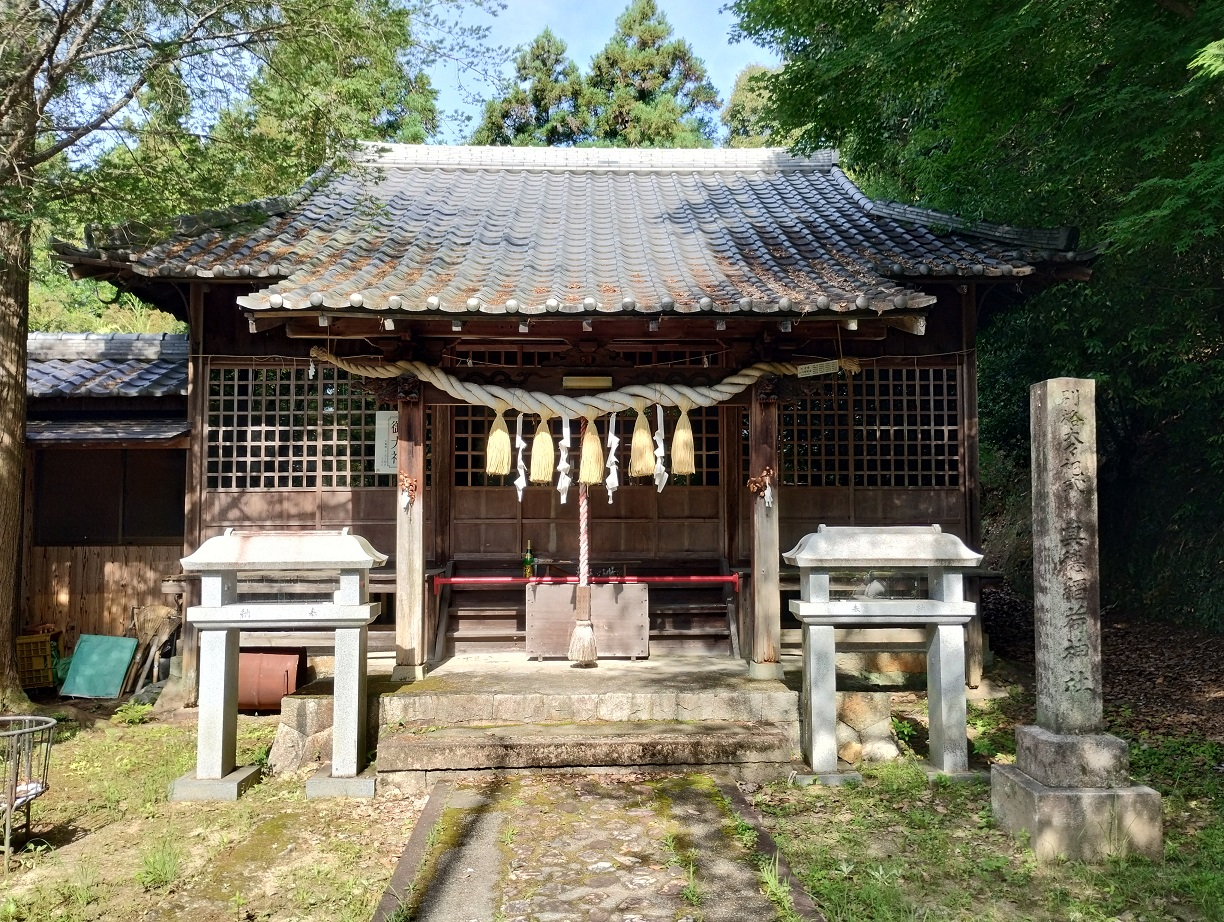
池田真徳稲荷神社